# 麥克·弗格森
麥克·弗格森（Mike Ferguson；1970年7月22日—）是美國的一位政治人物。在2001年至2009年期間，他是紐澤西州第7選舉區選出的美國眾議院議員。他的黨籍是共和黨。弗格森畢業於喬治城大學。在進入政壇之前，他曾經是一位教師。